# Przyjaciel Sług
Przyjaciel Sług – religijne i kulturalno-oświatowe pismo wydawane w Krakowie w latach 1897–1922 i 1929–1934 (od 1919 pod tytułem „Głos Dziewcząt Polskich”). 
Pismo adresowane było do służby domowej. Początkowo ukazywało się jako miesięcznik, od 1929 roku jako kwartalnik, a od 1932 jako dwumiesięcznik. Wydawczyniami były: A. Dziewicka, S. Rychłowska, S. Smoczyńska, A. Grabowiec, a redaktorami: A. Stróżyński, K. Płatek, E. Czulanka, M. Surmińska, W. Wojtoń, J. Krzywdzianka, A. Kaczmarczyk. 
Na łamach publikowano umoralniające opowiadania, pogadanki, artykuły o historii Polski, informacje z życia Kościoła, wiersze, streszczenia dzieł literackich, utwory sceniczne z życia służących, opisy krakowskich zabytków, a także artykuły dotyczące zdrowia, porady kulinarne itp. Większość artykułów ukazywała się anonimowo. Nakład sięgał 2 tysięcy egzemplarzy.